# Банатско Карађорђево
Банатско Карађорђево је насеље у општини Житиште, у Средњобанатском управном округу, у Србији. Према попису из 2022. било је 1.687 становника (према попису из 2011. било је 2.091 становника). Настало од 1920. године насељавањем добровољаца из Првог светског рата, пореклом из Лике, Босне, Црне Горе и Баније.

## Географске одлике
Банатско Карађорђево се налази 11 километара североисточно од Житишта, 32 километара од Зрењанина, на међународном путу Зрењанин–Српска Црња–Темишвар. Изграђен је на надморској висини од 74-80 метара.

## Историја
Банатско Карађорђево долази у ред најмлађих насеља у Војводини. Градња насеља почела је 1920. године на имању грофа Чеконића. Настало је насељавањем ратних ветерана Првог светског рата, првенствено добровољаца солунаца, њих је било 67% од свих укупно насељених. Највише их је пореклом из Лике, Босне, Црне Горе и Баније. Међу њима је пет носиоца Карађорђеве звезде, двадесет и пет носиоца Албанске споменице. Већину је рат затекао у САД, на раду, у печалби. Ђорђе Ђојановић (Ђорђина) и Петар Пустиња (Тремушњак 1892 — Банатско Карађорђево 1962), су први доселили у суседно немачко село Честерег, у јесен 1920. године. Настављено је масовније досељавање, 1921. године. Пре и у току градње насеља, досељеници су живели у колонијама, смештеним на бившим имањима Андрије Чеконића. Прво досељеничко рођено дете у Банатском Карађорђеву је Сима Пустиња, 13. новембра 1920. године (Банатско Карађорђево, 1920 — 1984).
У Карађорђеву се населио 691 добровољац, са породицама.
Одлука да се гради насеље је донета крајем 1923. године. Исте године је отпочета градња на Чеконићевом имању Паул мајуру, на површини од 550 катастарских јутара. На молбу краља Александра, двојица француских официра-архитеката, солунаца су пројектовали план села 1920. године. Карађорђево је добило име по Карађорђу. Званично је проглашено насељем 15. јануара 1925. године. Пред сам Други светски рат Карађорђево је имало 5.000 становника, у просеку између 5 и 6 по домаћинству. У Априлском рату је заробљено и спроведено у Немачку 152 војника, родом из Карађорђева. У току Другог светског рата, од 1941. до 1945. године, погинуло је 279 становника Банатског Карађорђева. Шеф градске полиције у Великом Бечкереку (сада Зрењанину), Јурај Шпилер, је био изузетно репресиван према Карађорђевчанима.
Досељеници, добровољци су дуго задржали своју међусобну повезаност и организованост, стечену у печалби и у заједничком ратном животу. Организовали су ловачко друштво 24. марта 1923. године, а соколско 1936. године. Први Председник ловачког друштва је био Влаисављевић Илија Папо, први секретар Узелац Милош, а управитељ лова Даутовић Илија. Задржала се традиција ловачког друштва и данас, сачињавају га преко 100 регистрованих ловаца. Ловачко друштво се зове "Папо 1923", по своме оснивачу и првом Председнику.

## Спорт
Насеље је седиште фудбалског клуба Јединство.

## Демографија
У насељу Банатско Карађорђево живи 2.020 пунолетних становника, а просечна старост становништва износи 42,1 година (41,1 код мушкараца и 43,2 код жена). У насељу има 885 домаћинстава, а просечан број чланова по домаћинству је 2,83 (попис 2002).
Ово насеље је великим делом насељено Србима (према попису из 2002. године), а у последња три пописа, примећен је пад у броју становника.
|  |

| Демографија | Демографија | Демографија |
| Година      | Становника  | Становника  |
| ----------- | ----------- | ----------- |
| 1948.       | 4.382       |             |
| 1953.       | 4.370       |             |
| 1961.       | 3.852       |             |
| 1971.       | 3.353       |             |
| 1981.       | 2.855       |             |
| 1991.       | 2.575       | 2.523       |
| 2002.       | 2.508       | 2.549       |
| 2011.       | 2.091       |             |

| Етнички састав према попису из 2002.‍ | Етнички састав према попису из 2002.‍ | Етнички састав према попису из 2002.‍ | Етнички састав према попису из 2002.‍ | Етнички састав према попису из 2002.‍ |
| ------------------------------------ | ------------------------------------ | ------------------------------------ | ------------------------------------ | ------------------------------------ |
|                                      |                                      |                                      |                                      |                                      |
| Срби                                 | Срби                                 |                                      | 2.398                                | 95,61%                               |
| Црногорци                            | Црногорци                            |                                      | 18                                   | 0,71%                                |
| Мађари                               | Мађари                               |                                      | 18                                   | 0,71%                                |
| Југословени                          | Југословени                          |                                      | 16                                   | 0,63%                                |
| Хрвати                               | Хрвати                               |                                      | 5                                    | 0,19%                                |
| Румуни                               | Румуни                               |                                      | 4                                    | 0,15%                                |
| Албанци                              | Албанци                              |                                      | 3                                    | 0,11%                                |
| Украјинци                            | Украјинци                            |                                      | 1                                    | 0,03%                                |
| Руси                                 | Руси                                 |                                      | 1                                    | 0,03%                                |
| Горанци                              | Горанци                              |                                      | 1                                    | 0,03%                                |
| Буњевци                              | Буњевци                              |                                      | 1                                    | 0,03%                                |
| Бошњаци                              | Бошњаци                              |                                      | 1                                    | 0,03%                                |
| непознато                            | непознато                            |                                      | 10                                   | 0,39%                                |

| Година пописа     | 1948. | 1953. | 1961. | 1971. | 1981. | 1991. | 2002. |
| ----------------- | ----- | ----- | ----- | ----- | ----- | ----- | ----- |
| Број домаћинстава | 853   | 932   | 931   | 905   | 887   | 849   | 885   |

| Број чланова      | 1   | 2   | 3   | 4   | 5  | 6  | 7  | 8 | 9 | 10 и више | Просек |
| ----------------- | --- | --- | --- | --- | -- | -- | -- | - | - | --------- | ------ |
| Број домаћинстава | 215 | 229 | 134 | 173 | 80 | 39 | 13 | 2 | 0 | 0         | 2,83   |

| Пол    | Укупно | Неожењен/Неудата | Ожењен/Удата | Удовац/Удовица | Разведен/Разведена | Непознато |
| ------ | ------ | ---------------- | ------------ | -------------- | ------------------ | --------- |
| Мушки  | 1.042  | 342              | 623          | 58             | 18                 | 1         |
| Женски | 1.076  | 206              | 609          | 237            | 23                 | 1         |
| УКУПНО | 2.118  | 548              | 1.232        | 295            | 41                 | 2         |

| Пол    | Укупно                    | Пољопривреда, лов и шумарство | Рибарство                            | Вађење руде и камена | Прерађивачка индустрија       |
| ------ | ------------------------- | ----------------------------- | ------------------------------------ | -------------------- | ----------------------------- |
| Мушки  | 629                       | 330                           | 0                                    | 24                   | 122                           |
| Женски | 423                       | 226                           | 0                                    | 0                    | 85                            |
| УКУПНО | 1.052                     | 556                           | 0                                    | 24                   | 207                           |
| Пол    | Производња и снабдевање   | Грађевинарство                | Трговина                             | Хотели и ресторани   | Саобраћај, складиштење и везе |
| Мушки  | 4                         | 53                            | 24                                   | 5                    | 22                            |
| Женски | 3                         | 4                             | 34                                   | 11                   | 3                             |
| УКУПНО | 7                         | 57                            | 58                                   | 16                   | 25                            |
| Пол    | Финансијско посредовање   | Некретнине                    | Државна управа и одбрана             | Образовање           | Здравствени и социјални рад   |
| Мушки  | 3                         | 4                             | 16                                   | 5                    | 6                             |
| Женски | 4                         | 1                             | 3                                    | 21                   | 14                            |
| УКУПНО | 7                         | 5                             | 19                                   | 26                   | 20                            |
| Пол    | Остале услужне активности | Приватна домаћинства          | Екстериторијалне организације и тела | Непознато            | Непознато                     |
| Мушки  | 8                         | 1                             | 0                                    | 2                    | 2                             |
| Женски | 10                        | 1                             | 0                                    | 3                    | 3                             |
| УКУПНО | 18                        | 2                             | 0                                    | 5                    | 5                             |

## Галерија
- Стара православна црква.
- Црква посвећена Кнезу Лазару
- Споменик Добровољцу
- Споменик жртвама Другог светског рата.
- Рељеф на ОШ „Никола Тесла”
- Основна школа
 „Никола Тесла“
- Соколско друштво.
- Завршен кружни лов на зеца.
- Успешан лов.
- Дружење после лова
- Оснивачи ловачког друштва ,,Зец" - ,,Папо 1923."